# Cena
Cena je (običajno nenegativna) količina plačila ali nadomestila, ki ga ena stranka da drugi v zameno za blago ali storitve. V nekaterih primerih ima proizvodna cena drugačno ime. Če je izdelek v tržni menjavi »blago«, se plačilo za ta izdelek verjetno imenuje njegova "cena". Če pa je izdelek "storitev", bodo za ime tega izdelka možna druga imena. V spodnjem grafu bodo na primer prikazane nekatere situacije  Na ceno blaga vplivajo proizvodni stroški, ponudba želenega izdelka in povpraševanje po njem. Ceno lahko določi monopolist ali pa jo podjetju narekujejo tržni pogoji.
Ekonomska teorija cen trdi, da v svobodnem tržnem gospodarstvu tržna cena odraža interakcijo med ponudbo in povpraševanjem: Cena je določena tako, da izenačuje ponujeno in povpraševano količino. Te količine pa določa mejna koristnost sredstva za različne kupce in različne prodajalce. Na ponudbo in povpraševanje ter s tem na ceno lahko vplivajo drugi dejavniki, kot so vladne subvencije ali manipulacije z dogovori v industriji. Kadar je surovina ali podobna gospodarska dobrina naprodaj na več lokacijah, na splošno velja zakon ene cene. To v bistvu pomeni, da razlika v stroških med lokacijami ne more biti večja od tiste, ki predstavlja stroške prevoza in distribucije, davke in druge stroške.